# Cedrick Botalatala Litofo
Cedrick Botalatala Litofo (18 de diciembre de 1989) es un deportista congoleño que compitió en taekwondo. Ganó una medalla de bronce en los Juegos Panafricanos de 2011 en la categoría de –63 kg.

## Palmarés internacional
| Juegos Panafricanos | Juegos Panafricanos | Juegos Panafricanos | Juegos Panafricanos |
| Año                 | Lugar               | Medalla             | Categoría           |
| ------------------- | ------------------- | ------------------- | ------------------- |
| 2011                | Maputo (Mozambique) | Medalla de bronce   | –63 kg              |